# Johnny O'Bryant III
Johnny Lee O'Bryant III, né le 1er juin 1993 à Cleveland dans le Mississippi, est un joueur américain de basket-ball. Il mesure 2,02 m, et évolue aux postes d'ailier fort et pivot.

## Biographie

### Carrière universitaire
En 2011, il rejoint les Tigers de LSU en NCAA.
Le 1er avril, il annonce sa candidature à la draft 2014 de la NBA.

### Carrière professionnelle

#### Bucks de Milwaukee (2014-2016)
Le 26 juin 2014, O'Bryant III est choisi en 36e place par les Bucks de Milwaukee lors de la draft 2014 de la NBA.
Le 1er juillet 2016, il devient agent libre.

#### Suns de Northern Arizona (2016-2017)
Le 20 septembre 2016, il signe un contrat avec les Wizards de Washington. Le 22 octobre 2016, avant le début de la saison NBA 2016-2017, il est libéré par les Wizards.
Le 11 novembre 2016, il intègre l'équipe des Suns de Northern Arizona en G-League.

#### Nuggets de Denver (jan.-fév. 2017)
Le 26 janvier 2017, il signe un contrat de dix jours avec les Nuggets de Denver. Le 6 février 2017, il signe un second contrat de dix jours avec les Nuggets. Le 16 février 2017, il n'est pas conservé par les Nuggets.

#### Hornets de Charlotte (fév. 2017-fév. 2018)
Le 24 février 2017, il signe un contrat avec les Hornets de Charlotte. Le 6 mars 2017, il signe un second contrat de dix jours avec les Hornets. Le 16 mars 2017, il signe un contrat sur plusieurs années avec les Hornets.
Le 7 février 2018, il est transféré aux Knicks de New York, avec un second tour de draft 2020, un second tour de draft 2021 et une somme d'argent contre Willy Hernangómez. Le 8 février 2018, il n'est pas conservé par les Knicks et devient agent libre.

#### Maccabi Tel-Aviv (2018-2019)
Le 10 août 2018, O'Bryant rejoint le Maccabi Tel-Aviv avec lequel il signe un contrat d'un an.

#### Lokomotiv Kouban-Krasnodar (2019-2020)
Le 10 août 2019, O'Bryant rejoint le Lokomotiv Kouban-Krasnodar en Russie.

#### Étoile rouge de Belgrade (2020-2021)
En octobre 2020, O'Bryant s'engage jusqu'à la fin de la saison avec l'Étoile rouge de Belgrade. Il quitte l'Étoile rouge à sa demande et s'engage en février avec le Türk Telekomspor.

## Clubs successifs
- 2011-2014 :  Tigers de LSU (NCAA).
- 2014-2016 :  Bucks de Milwaukee (NBA).
- 2016-2017 :
  -  Suns de Northern Arizona (G-League).
  -  Nuggets de Denver (NBA).
- 2017-2018 :  Hornets de Charlotte (NBA).
- 2018-2019 :  Maccabi Tel-Aviv
- 2019-2020 :  Lokomotiv Kouban-Krasnodar
- 2020-2021 :  Étoile rouge de Belgrade
- 2021 :  Türk Telekomspor
- 2025 :  Club Sagesse

## Palmarès
- Vainqueur de la Coupe de Serbie 2021
- Champion d'Israël : 2019
- 2x First team All-SEC (2013–2014)
- McDonald's All-American (2011)

## Statistiques

### Universitaires
Les statistiques en matchs universitaires de Johnny O'Bryant III sont les suivants :
| Saison    | Équipe          | Matchs | Titul. | Min./m | % Tir | % 3pts | % LF | Rbds/m. | Pass/m. | Int/m. | Ctr/m. | Pts/m. |
| --------- | --------------- | ------ | ------ | ------ | ----- | ------ | ---- | ------- | ------- | ------ | ------ | ------ |
| 2011-2012 | Louisiane State | 28     | 17     | 21,4   | 39,9  | 15,4   | 62,5 | 6,68    | 0,39    | 0,54   | 0,75   | 8,54   |
| 2012-2013 | Louisiane State | 29     | 28     | 29,2   | 48,0  | 25,0   | 59,6 | 8,72    | 1,69    | 0,52   | 0,69   | 13,55  |
| 2013-2014 | Louisiane State | 34     | 34     | 30,0   | 49,4  | 33,3   | 63,4 | 7,71    | 1,62    | 0,50   | 0,91   | 15,38  |
| Total     |                 | 91     | 79     | 27,1   | 46,7  | 21,4   | 61,9 | 7,71    | 1,26    | 0,52   | 0,79   | 12,69  |

### Professionnelles

#### NBA
Saison régulière
| Saison    | Équipe    | Matchs | Titul. | Min./m | % Tir | % 3pts | % LF  | Rbds/m. | Pass/m. | Int/m. | Ctr/m. | Pts/m. |
| --------- | --------- | ------ | ------ | ------ | ----- | ------ | ----- | ------- | ------- | ------ | ------ | ------ |
| 2014-2015 | Milwaukee | 34     | 15     | 10,8   | 36,7  | 0,0    | 44,4  | 1,88    | 0,50    | 0,15   | 0,12   | 2,94   |
| 2015-2016 | Milwaukee | 66     | 4      | 13,0   | 41,1  | 100,0  | 67,5  | 2,67    | 0,48    | 0,27   | 0,12   | 3,03   |
| 2016-2017 | Denver    | 7      | 0      | 6,6    | 46,7  | 66,7   | 100,0 | 1,57    | 0,29    | 0,00   | 0,14   | 2,86   |
| 2016-2017 | Charlotte | 4      | 0      | 8,6    | 53,3  | 33,3   | 50,0  | 2,00    | 1,00    | 0,00   | 0,00   | 4,50   |
| 2017-2018 | Charlotte | 36     | 0      | 10,5   | 39,8  | 32,6   | 84,0  | 2,58    | 0,39    | 0,25   | 0,17   | 4,75   |
| Total     |           | 147    | 19     | 11,5   | 40,2  | 36,0   | 66,3  | 2,39    | 0,47    | 0,22   | 0,13   | 3,46   |

Playoffs
| Saison | Équipe    | Matchs | Titul. | Min./m | % Tir | % 3pts | % LF | Rbds/m. | Pass/m. | Int/m. | Ctr/m. | Pts/m. |
| ------ | --------- | ------ | ------ | ------ | ----- | ------ | ---- | ------- | ------- | ------ | ------ | ------ |
| 2015   | Milwaukee | 1      | 0      | 12,0   | 37,5  | 0,0    | 0,0  | 3,00    | 0,00    | 0,00   | 0,00   | 6,00   |
| Total  |           | 1      | 0      | 12,0   | 37,5  | 0,0    | 0,0  | 3,00    | 0,00    | 0,00   | 0,00   | 6,00   |

Dernière mise à jour le 11 mars 2020

## Records sur une rencontre en NBA
Les records personnels de Johnny O'Bryant III, officiellement recensés par la NBA sont les suivants :
| Type de statistique        | Saison régulière | Saison régulière                          | Saison régulière                  |
| Type de statistique        | Record           | Adversaire                                | Date                              |
| -------------------------- | ---------------- | ----------------------------------------- | --------------------------------- |
| Points                     | 16               | @ Kings de Sacramento                     | 2 janvier 2018                    |
| Paniers marqués            | 7                | @ Nuggets de Denver @ Kings de Sacramento | 4 mars 2017 2 janvier 2018        |
| Paniers tentés             | 15               | Lakers de Los Angeles                     | 9 décembre 2017                   |
| Paniers à 3 points réussis | 2                | @ Kings de Sacramento                     | 2 janvier 2018                    |
| Paniers à 3 points tentés  | 4                | @ Kings de Sacramento                     | 2 janvier 2018                    |
| Lancers francs réussis     | 6                | @ Bucks de Milwaukee                      | 23 octobre 2017                   |
| Lancers francs tentés      | 6                | 3 fois                                    |                                   |
| Rebonds offensifs          | 4                | 6 fois                                    |                                   |
| Rebonds défensifs          | 6                | 4 fois                                    |                                   |
| Rebonds totaux             | 9                | Celtics de Boston @ Nuggets de Denver     | 15 avril 2015 11 novembre 2015    |
| Passes décisives           | 3                | Knicks de New York @ Nuggets de Denver    | 18 décembre 2017 11 novembre 2015 |
| Interceptions              | 3                | @ Clippers de Los Angeles                 | 16 décembre 2015                  |
| Contres                    | 2                | @ Bulls de Chicago                        | 10 janvier 2015                   |
| Balles perdues             | 5                | @ Sixers de Philadelphie                  | 7 janvier 2015                    |
| Minutes jouées             | 34               | @ Nuggets de Denver                       | 11 novembre 2015                  |

- Double-double : aucun (au 26/04/2018)
- Triple-double : aucun.